# Pandanus conoideus
Pandanus conoideus är en enhjärtbladig växtart som beskrevs av Jean-Baptiste de Lamarck. Pandanus conoideus ingår i släktet Pandanus och familjen Pandanaceae. Inga underarter finns listade.

## Bildgalleri

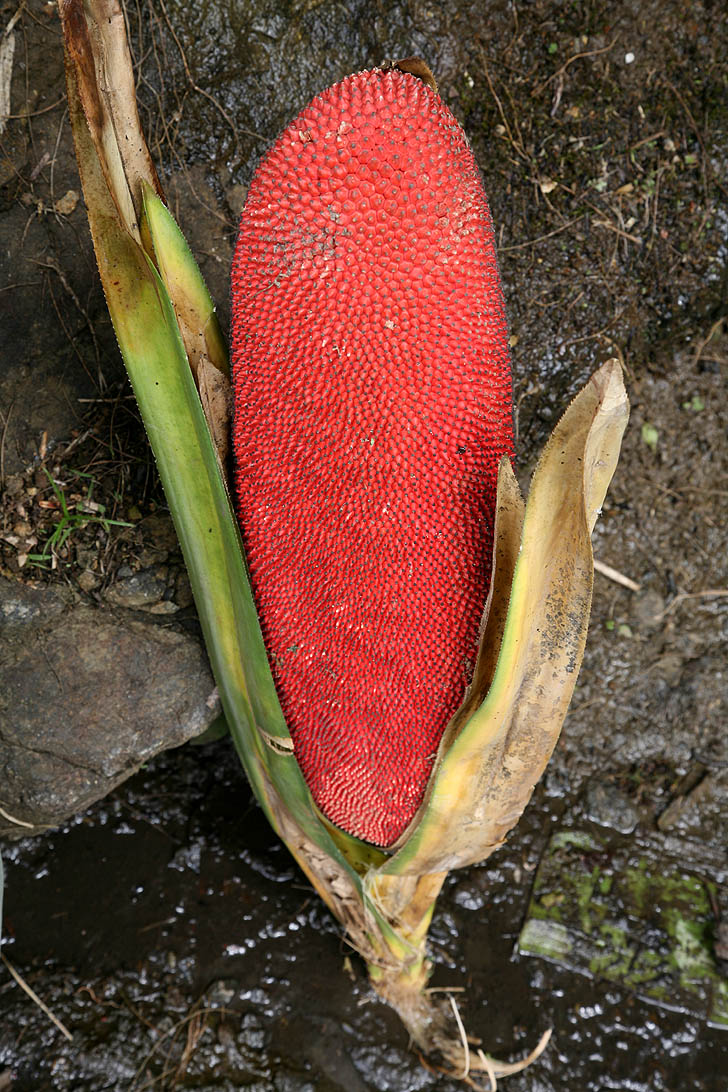